# NGC 2484
NGC 2484 é uma galáxia lenticular (S0) localizada na direcção da constelação de Lynx. Possui uma declinação de +37° 47' 12" e uma ascensão recta de 7 horas, 58 minutos e 28,1 segundos.
A galáxia NGC 2484 foi descoberta em 21 de Janeiro de 1885 por Édouard Jean-Marie Stephan.